# Carl McHugh
Carl Gerard McHugh est un footballeur irlandais, né le 5 février 1993. Il évolue au poste de défenseur ou milieu de terrain.

## Biographie
Avec les clubs anglais de Bradford et Plymouth, il joue 14 matchs en League One, marquant un but, et 97 matchs en League Two, inscrivant six buts.
Le 5 juin 2016, il rejoint le club écossais du Motherwell FC.

## Palmarès
- Motherwell
  - Finaliste de la Coupe de la Ligue écossaise en 2017
  - Finaliste de la Coupe d'Écosse en 2018